# Johan Vilhelm von Sprengtporten
Johan Vilhelm, baron von Sprengtporten (ur. 11 lutego 1720 w Tobolsku, zm. 25 grudnia 1795) – szwedzki dyplomata.
W latach 1762–1795 szwedzki ambasador w Kopenhadze, gdzie zmarł. 
W listopadzie 1772 roku zażądał w imieniu króla Szwecji Gustawa III zaprzestania zbrojeń duńskich. Król szwedzki miał  nadzieję sprowokować Duńczyków i wywołać powstanie chłopskie w duńskiej Norwegii. Duńczycy zachowywali się jednak ustępliwie, ponieważ ich sojusznik – Rosja – była zajęta wojną z Turkami.